# 确定性模型
在数学、计算机科学和物理学中，确定性模型（Deterministic model）是指不包含任何随机成份的模型。因此，确定性模型将始终从给定的起始条件或初始状态产生相同的输出。
对于确定性模型，只要设定了输入和各个输入之间的关系，其输出也是确定的，而与实验次数无关。
确定性模型事实上是一种简化了的随机性模型。